# Нове (Корсаковський міський округ)
Нове (рос. Новое) — село у Корскаковському міському окрузі Сахалінської області Російської Федерації.
Населення становить 10 осіб (2013).

## Історія
З 1905 по 3 вересня 1945 року у складі губернаторства Карафуто Японії, відтак у складі Корсаковського міського округу Сахалінської області.

## Населення
| 1925 | 1935 | 2002 | 2010 |
| ---- | ---- | ---- | ---- |
| 780  | ↘241 | ↘19  | ↘10  |